# Magik z Nowego Jorku
Magik z Nowego Jorku (ang. The Cobbler) – amerykański komediodramat z 2014 roku w reżyserii Toma McCarthy’ego. 

## Fabuła
Głównym bohaterem filmu jest szewc o imieniu Max Simkin, który od wielu lat prowadzi w Nowym Jorku zakład, który od pokoleń należy do jego rodziny. Znużony codziennym życiem i powszedniością szarej rzeczywistości, pewnego dnia przypadkowo odkrywa niezwykła tajemnicę swojego warsztatu. Tzw. "magiczne dziedzictwo" pozwala mu wejść w życie swoich klientów i zobaczyć świat w nowy sposób. 

## Obsada
- Adam Sandler jako Max Simkin
- Method Man jako Leon Ludlow
- Dustin Hoffman jako Abraham Simkin
- Ellen Barkin jako Elaine Greenawalt
- Steve Buscemi jako Jimmy